# Ponderella ecomanufactia
Ponderella ecomanufactia là một loài chân đều trong họ Ponderellidae. Loài này được Wilson & Keable miêu tả khoa học năm 2004.